# Ejército de Carelia
El Ejército de Carelia (en finés: Karjalan armeija) fue un ejército finlandés durante la Guerra de Continuación.
El Ejército de Carelia se formó el 29 de junio de 1941, poco después del comienzo de la Guerra de Continuación.

## Organización
El ejército estaba organizado en dos cuerpos y un grupo separado.
- VII Cuerpo (VII armeijakunta)
- VI Cuerpo (VI armeijakunta)
- Grupo Oinonen o Grupo O (Ryhmä Oinonen o Ryhmä O)[1]

El cuerpo constaba de un total de 5 divisiones de infantería. La Brigada de Caballería y la 1.ª y 2.ª Brigadas Jäger se organizaron en el Grupo O. Además, la 163.ª División de Infantería alemana se añadió más tarde al ejército.

## Ofensiva

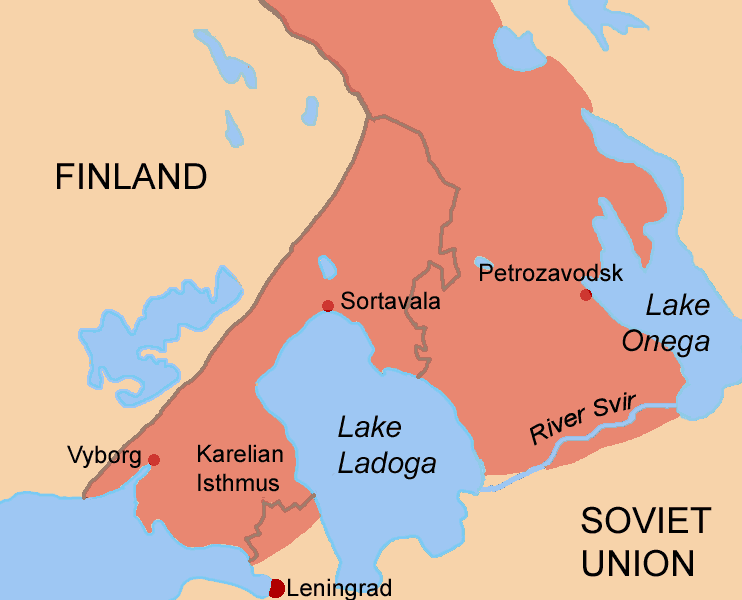
Las áreas ocupadas por las tropas finlandesas durante la Guerra de Continuación. El Ejército de Carelia luchó al norte del lago de Ládoga.

El 10 de julio, el Ejército inició su ofensiva contra la Carelia Oriental, al norte del lago de Ládoga. El objetivo era recuperar las áreas perdidas frente a la Unión Soviética en la Guerra de Invierno, pero también avanzar más profundamente en territorio soviético para ganar un frente más fácilmente defendible.
En el flanco norte, el ejército fue apoyado por la 14.ª División independiente y en el sur por fuerzas en el istmo de Carelia.
El avance del ejército fue rápido debido al uso de tropas ligeras jäger. Petrozavodsk, la capital de Carelia, fue tomada en octubre y rápidamente renombrada como la poética Äänislinna. En septiembre de 1941, el Ejército de Carelia participó en el asedio de Leningrado, amenazando la ciudad desde el este. Durante el otoño de 1941, el ejército tomó posiciones a lo largo del río Svir, entre los lagos de Ládoga y Onega. Medvezhegorsk fue tomada en diciembre.
Después de que terminara la fase ofensiva de la guerra, el Ejército de Carelia se disolvió y su cuartel general se convirtió en el cuartel general del Grupo Aunus.

## Comandantes
- General de infantería Erik Heinrichs; 29 de junio de 1941 - 29 de enero de 1942
- Teniente general Karl Lennart Oesch (temporal); 29 de enero de 1942 - 1 de marzo de 1942